# Girolamo Forabosco

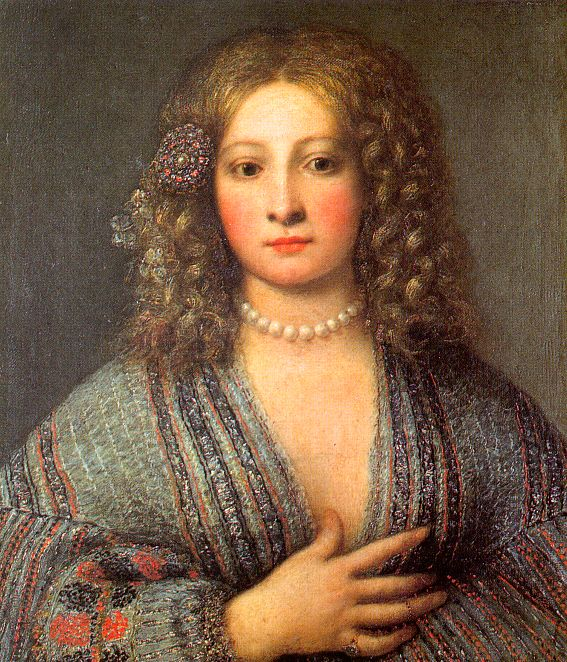
Girolamo Forabosco, Porträtt av en kurtisan, Galleria degli Uffizi, Florens.

Girolamo Forabosco, född 1605 i Padua, död 23 januari 1679, var en italiensk konstnär.
Girolamo Forabosco var elev till Alessandro Varotari i Padua och kom 1654 till Venedig, där han tog intryck av Bernardo Strozzi och Sebastiano Mazzoni. Få större kompositioner av hans hand är kända, däremot en rad porträtt.
På Nationalmuseum finns en teckning av Kung David spelande harpa tillskriven Forabosco. I Uffizierna finns ett kvinnoporträtt, liksom en oljemålning. En teckning av honom har funnits i en samling i Zattera, Venedig